# Allianz Stadium (Turim)
Allianz Stadium é um estádio de futebol em Turim, Piemonte, Itália que hospeda os jogos da Juventus e que é de propriedade da mesma sociedade. O nome oficial do estádio pertence a Allianz, que comprou os direitos de nome do estádio em 2017.
Foi inaugurado num amistoso contra o Notts County, da Inglaterra (equipa que inspirou a uniforme da Juventus) e que terminou com o resultado de 1–1 (golos de Luca Toni e Hughes).
O Allianz Stadium foi construído no local onde se encontrava o antigo Stadio delle Alpi e tem uma capacidade de 41 507 pessoas, sendo um dos estádios considerados 4 Estrelas pela UEFA.

## Antecedentes
No terreno ficava o antigo estádio da Juventus, o Stadio Delle Alpi, que foi concluído para a Copa do Mundo FIFA de 1990. Porém o povo de Turim ainda preferia o antigo Estádio Olímpico de Turim devido a sua melhor acessibilidade e melhor visibilidade dos jogos. A Juventus comprou o estádio em 2003.
A Juventus saiu do estádio em 2006 e começou os planos para construir um local com uma atmosfera mais intimista. Nesse íntervalo, a Vecchia Signora utilizou juntamente com o Torino o Estádio Olímpico de Turim que foi reformado para os Jogos Olímpicos de Inverno de 2006.
Em novembro de 2008, o clube revelou o projeto para um estádio de 41 000 lugares. O novo estádio, construído a um custo de 100 milhões de euros (90 milhões de libras), que chegou a 155 milhões de euros; removeria a pista de atletismo e seria completamente remodelado.
A conclusão da Juventus Arena fez da Juventus o segundo clube italiano a construir estádio próprio, pois o primeiro é o Stadio del Giglio, da Reggiana, equipa da cidade de Reggio Emilia.
O então presidente da Juventus, Giovanni Cobolli Gigli, descreveu o estádio como "uma fonte de grande orgulho.".
A cerimônia de abertura do estádio foi realizada em 8 de setembro de 2011, com um amistoso contra o Notts County.
O novo Estádio conta com o primeiro shopping de Turim e um hotel.
O estádio sediou a Final da Liga Europa da UEFA de 2013–14, final vencida pelo Sevilla.

## Instalações
O estádio tem uma capacidade de 41 507, incluindo 3 600 assentos premium e 120 executivos. As arquibancadas são apenas 7,5 m de altura. A distância entre as últimas linhas da arquibancada e o campo é de 49 m.
Além disso, o estádio abriga um 34 000 m² complexo comercial aberto todos os dias e estacionamento para 4 000 veículos. Um museu dedicado à história da Juventus também foi construído.

## Direitos de Nome
A Juventus assinou um acordo com a Sportfive Itália, que deu à empresa nomeação exclusiva e parcial dos direitos de promoção e patrocínio para o novo estádio. No acordo, foi dado a Sportfive o direito ao nome do estádio e para o propagandas e lugares premium do estádio.
Em junho de 2017, a Juventus chegou a um acordo de direitos de nome com a seguradora alemã Allianz. O estádio passou a se chamar Allianz Stadium a partir de julho de 2017. O acordo tem validade até 2023.

## Fotos

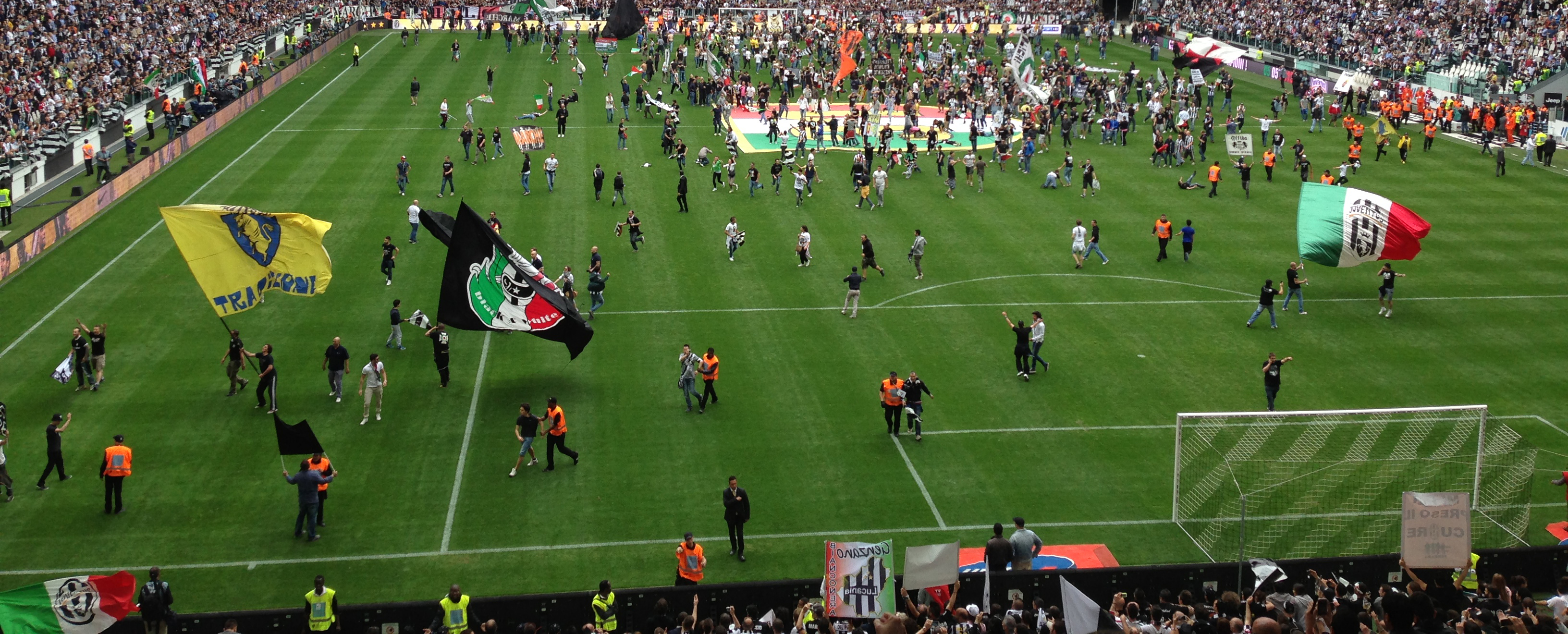
Comemoração do título da Serie A 2012-13.
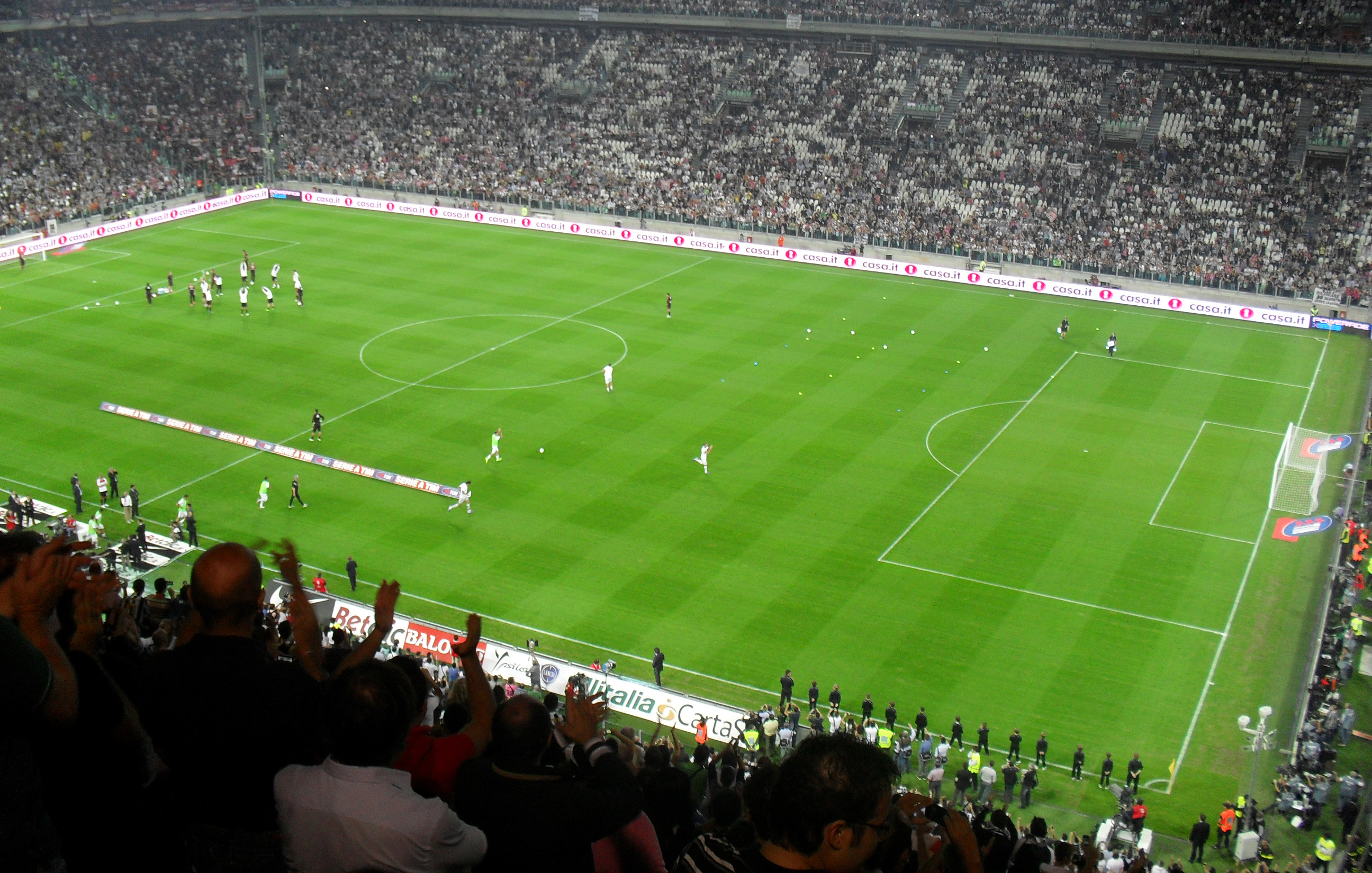
Juventus Stadium em dia de jogo.
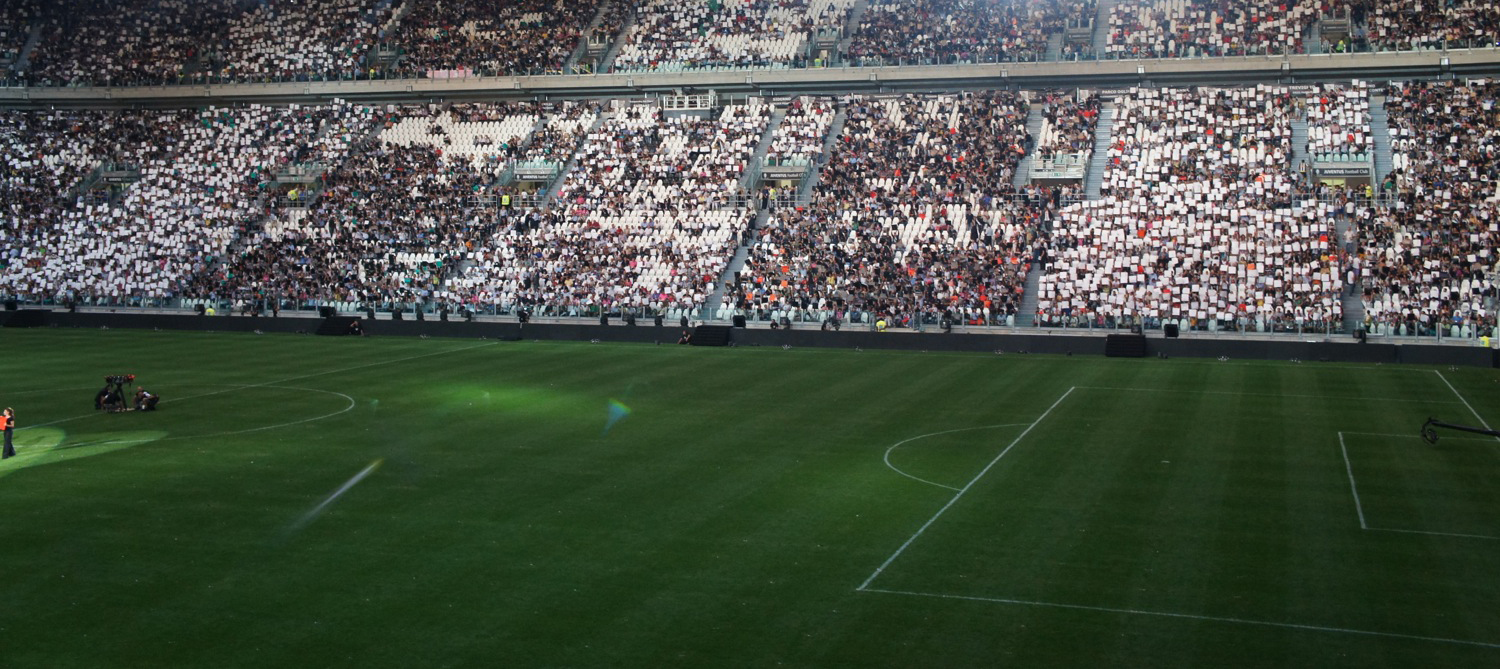
O Interior.
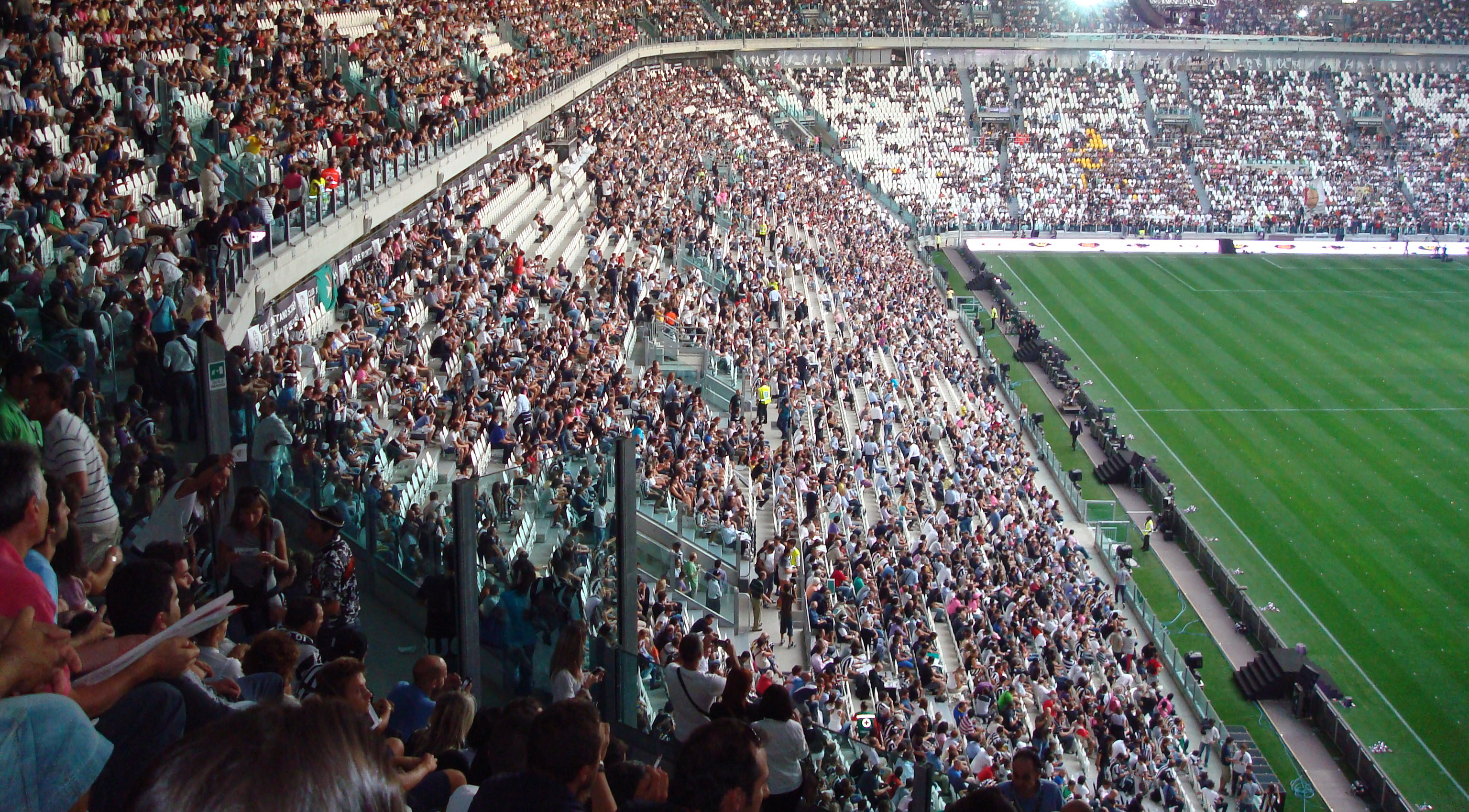
O Interior.
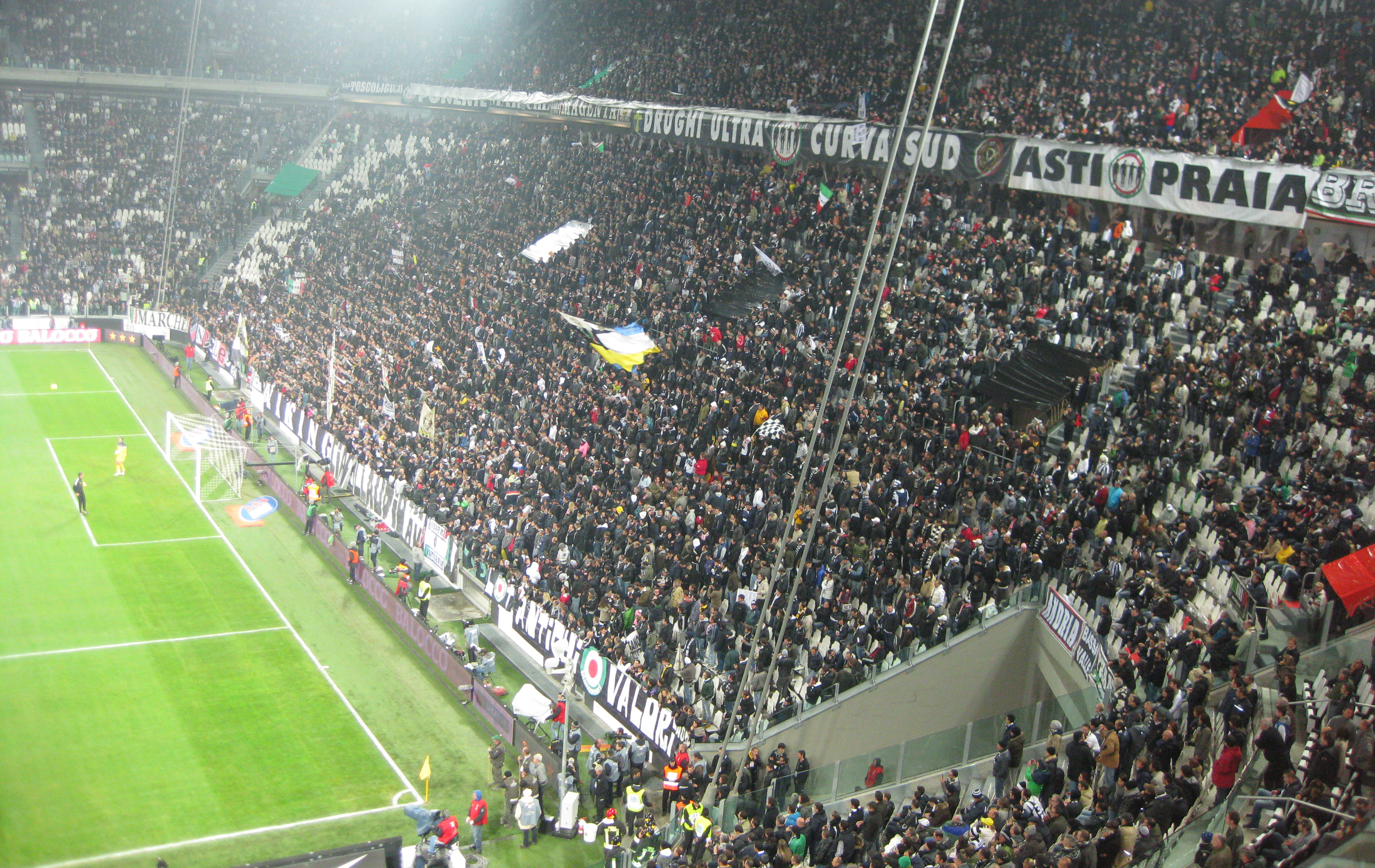
O Interior do Juventus Stadium.
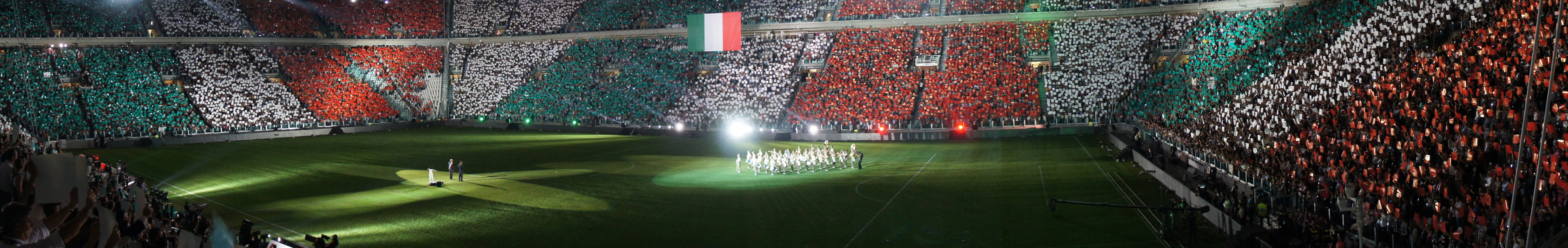
Dia da inauguração do estádio.